# BD-10°3166 b
BD-10°3166 b é um planeta extrassolar que orbita a estrela BD-10°3166 na constelação de Crater. Ele é classificado como um Júpiter quente, ou seja, um planeta que orbita a sua estrela em uma órbita muito estreita. A distância de BD-10°3166 b em relação a sua estrela equivale a menos de 1/20 da distância da Terra relativa ao Sol. Nenhum trânsito astronômico desse planeta foi até hoje detectado, de onde se depreende que sua órbita não é alinhada com o ponto de vista terrestre.